# Guillermo Sanguinetti
Guillermo Óscar Sanguinetti Giordano (Montevideo, 21 giugno 1966) è un allenatore di calcio ed ex calciatore uruguaiano, di ruolo difensore.

## Carriera

### Club
Sanguinetti, terzino destro rapido e dal buon istinto realizzativo, debutta nel campionato di calcio uruguaiano nel 1984 vestendo la maglia biancoblu del Club Nacional de Football di Montevideo Nel 1986 passa brevemente al Central Español prima di trasferirsi al Montevideo Wanderers, dove rimane fino al 1988.Nel 1989 il terzino viene acquistato dal Sud América, che però non lo trattiene e nel 1990 Sanguinetti passa al suo ultimo club uruguaiano, il Racing Club de Montevideo. Nel 1991 avviene la svolta decisiva nella carriera del calciatore, che si trasferisce al Gimnasia La Plata, in Argentina. Il periodo di 12 anni che Sanguinetti passa nel club lo porta a diventare primatista di presenze con 383 apparizioni con la maglia del club prima di venire superato da Jorge San Esteban. Nel 2003 il calciatore decide di ritirarsi, e all'ovazione del pubblico durante la sua ultima partita risponde con una scritta sulla maglietta "De Topo a Lobo en 12 años" (da Topo, il suo soprannome, a Lupo, il soprannome del Gimnasia).

### Nazionale
Con la nazionale di calcio uruguaiana Sanguinetti ha debuttato in un'amichevole contro gli Stati Uniti a Denver il 5 maggio 1991, e ha disputato le fasi finali della Copa América 1991 e della Copa América 1993  terminando la sua carriera nel 1997 in una partita contro l'Ecuador a Maldonado.

### Allenatore
Nel dicembre del 2007 Sanguinetti assume la guida del Gimnasia dopo essere stato chiamato dal presidente Walter Gisande. Il 30 settembre 2008, a seguito degli scarsi risultati, rassegna le dimissioni dall'incarico.

## Palmarès

### Giocatore

#### Competizioni nazionali
- Liguilla Pre-Libertadores de América: 1

Montevideo Wanderers: 1987
- Copa Centenario de la AFA: 1

Gimnasia La Plata: 1994

### Allenatore

#### Competizioni nazionali
- Liguilla Pre-Libertadores de América: 1

Cerro: 2008-2009
- Copa Inca: 1

Alianza Lima: 2014